# Beerawecka

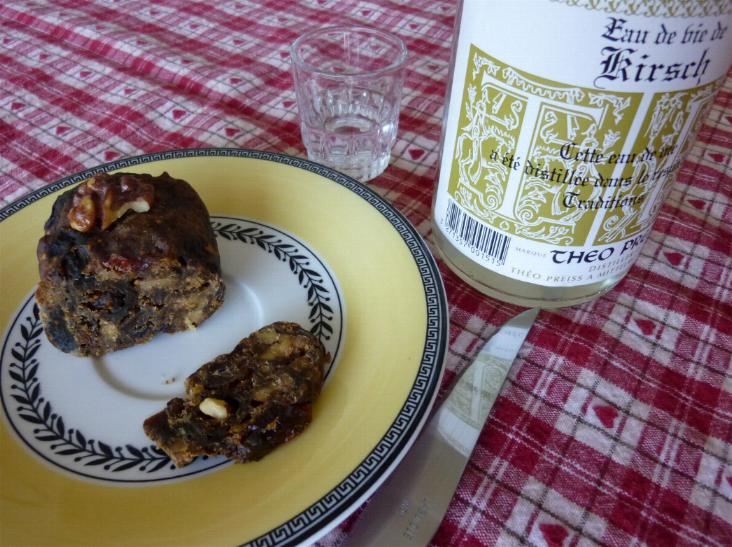
Postre tradicional listo para consumir.

El Beerawecka (o Berewecke en idioma alemán) es un postre tradicional que se elabora en Alsacia para las fiestas de fin de año. Se trata de un pastel sin levedar con fuerte sabor a canela, relleno de frutos secos (nueces, avellanas, higos, pasas...) y fruta confitada (peras, naranjas, limones...) maceradas en schnaps de ciruelas, mirabelles o cerezas.
Mucha gente piensa que su nombre viene de Beera y Wecka (que significan pera y pastel en idioma alsaciano) pero el origen de este postre se pierde probablemente en la antigua comunidad judía de Alsacia (Pera significa Pésaj en Yidis).
- Datos: Q267554
- Multimedia: Früchtebrot / Q267554